# Chinese Medicine
Chinese Medicine, abgekürzt Chin. Med., ist eine wissenschaftliche Fachzeitschrift, die vom Biomed Central-Verlag veröffentlicht wird. Die Zeitschrift erscheint mit zwölf Ausgaben im Jahr. Es werden Arbeiten veröffentlicht, die sich mit allen Aspekten der chinesischen Medizin beschäftigen.
Der Impact Factor lag im Jahr 2014 bei 1,49. Nach der Statistik des ISI Web of Knowledge wird das Journal mit diesem Impact Factor in der Kategorie Pharmakologie und Pharmazie an 181. Stelle von 254 Zeitschriften und in der Kategorie ganzheitliche und Komplementärmedizin an elfter Stelle von 24 Zeitschriften geführt.